# Herma Szabo
Herma Szabo   (Viena, 22 de febrer de 1902 - Admont, 7 de maig de 1986) va ser una patinadora artística sobre gel austríaca que va competir durant la dècada de 1920, tant en la modalitat individual com en parelles.
Nascuda a Viena, procedia d'una família de patinadors. La seva mare era Christa von Szabo, guanyadora de dues medalles de bronze al Campionat del Món de patinatge artístic sobre gel, mentre el seu oncle era Eduard Engelmann Jr., triple campió d'Europa a finals del segle xix i constructor de la primera pista de gel artificial. Això va fer que des de petita practiqués el patinatge sobre gel, juntament amb les seves cosines Helene Engelmann i Christine Engelmann.
El 1924 va prendre part en els Jocs Olímpics de Chamonix, on guanyà la medalla d'or en la prova individual femení del programa de patinatge artístic junt a Sidney Wallwork.
Szabo no va poder competir al campionat d'Europa perquè les dones i parelles no foren inclosos al programa fins a la dècada de 1930. Amb tot, destaquen cinc títols mundials consecutius la modalitat individual femení, de 1922 a 1926. Aquesta fita sols ha estat igualada per les patinadores Sonja Henie, Carol Heiss i Michelle Kwan. Fent parella amb Ludwig Wrede guanyà dos títols mundials, el 1925 i 1927.
El 1927 es retirà després de ser derrotada per la noruega Sonja Henie als Campionats del Món. El 1982 ingressà al World Figure Skating Hall of Fame.

## Palmarès

### Individual
| Competició          | 1918 | 1922 | 1923 | 1924 | 1925 | 1926 | 1927 |
| ------------------- | ---- | ---- | ---- | ---- | ---- | ---- | ---- |
| Jocs Olímpics       |      |      |      | 1a   |      |      |      |
| Campionat del món   |      | 1a   | 1a   | 1a   | 1a   | 1a   | 2a   |
| Campionat d'Àustria | 2a   | 1a   | 1a   | 1a   | 1a   |      | 1a   |

### Parelles, amb Ludwig Wrede
| Competició          | 1925 | 1926 | 1927 |
| ------------------- | ---- | ---- | ---- |
| Campionat del món   | 1a   | 3a   | 1a   |
| Campionat d'Àustria | 1a   | 1a   |      |